# قضية فلسطين
سؤال فلسطين ( تترجم حرفيا. المسألة الفلسطينية ) هي سلسلة من خمسة كتب تاريخية عن فلسطين كتبها الباحث الفرنسي هنري لورانس ونشرتها دار فايارد من عام 1999 إلى عام 2015.

## الملخص
تم تنظيم الكتب بشكل زمني وتغطي التاريخ الفلسطيني من عام 1799 إلى عام 2001. يقوم لورانس بتقسيم التاريخ الفلسطيني وتاريخ الشرق الأوسط الأوسع إلى فترات زمنية يمكن أن تمتد لشهور أو أسابيع أو أيام وتحليلها باعتبارها عصورًا قصيرة ذات موضوعات مميزة.
يشتق العنوان من المصطلحات المستخدمة منذ عام 1815 ويشير بشكل أكثر تحديدًا إلى خطاب ديفيد بن جوريون أول رئيس وزراء لإسرائيل الذي قال فيه إن أعظم إنجاز للصهيونية هو استبدالها للقضية اليهودية بـ "قضية فلسطين".

## النشر
- اختراع الأرض المقدسة ( تترجم حرفيا. اختراع الأرض المقدسةتم نشر كتاب في 7 أبريل 1999 ويغطي الفترة من 1799 إلى 1922.
- مهمة الحضارة المقدسة ( تترجم حرفيا. مهمة حضارية مقدسةتم نشر كتاب في 27 مارس 2002 ويغطي الفترة من 1922 إلى 1947.
- تحقيق النبوءات ( تترجم حرفيا. تحقيق النبوءاتتم نشر كتاب في 13 يونيو 2007 ويغطي الفترة من 1947 إلى 1967.
- رامو أوليفييه وصهر المقاتل( تترجم حرفيا. غصن الزيتون وبندقية المقاتلنُشر كتاب في 5 أكتوبر 2011 ويغطي الفترة من 1967 إلى 1982.
- السلام المستحيل ( تترجم حرفيا. السلام المستحيلنُشر كتاب في 23 سبتمبر 2015 ويغطي الفترة من 1982 إلى 2001.

نُشرت نسخة مختصرة من كتاب "المسألة الفلسطينية" في عام 2024 في مجلد واحد يبلغ طوله 756 صفحة بعنوان "المسألة اليهودية مشكلة عربية (1798-2001)".

## روابط خارجية
- فيارد: المجلد 1 المجلد 2 المجلد 3 المجلد 4 المجلد 5 سؤال شبابي مشكلة عربية